# Knivsta (commune)
La commune de Knivsta est une commune suédoise du comté d'Uppsala. Environ 19 100  personnes y vivaient en 2020. Son chef-lieu se situe à Knivsta.

## Localités principales
- Alsike
- Knivsta